# Golunda ellioti
Golunda ellioti е вид бозайник от семейство Мишкови (Muridae), единствен представител на род Golunda.

## Разпространение
Видът е разпространен в Индия, Иран, Непал, Пакистан и Шри Ланка.